# 仁井田郵便局
仁井田郵便局（にいだゆうびんきょく）
- 秋田県秋田市にある郵便局。本記事で記述する。
- 高知県高岡郡四万十町にある郵便局。局所コードは640590。

仁井田郵便局（にいだゆうびんきょく）は秋田県秋田市仁井田本町にある郵便局。民営化前の分類では集配特定郵便局であった（現在は集配機能を廃止）。

## 概要
住所：〒010-1421 秋田県秋田市仁井田本町6-3-5

### 出張所（局外ATM）
民営化後は、ゆうちょ銀行仙台支店の出張所となった。
- イオンモール秋田内出張所：ホリデーサービス実施
- マルダイおのば店内出張所：ホリデーサービス実施

## 沿革
- 1902年（明治35年）11月16日 - 河辺郡仁井田村大字仁井田に仁井田郵便受取所として開設[1]。同日、貯金取扱を開始。
- 1905年（明治38年）4月1日 - 仁井田郵便局となる。
- 1911年（明治44年）4月26日 - 集配事務を開始[2]。
- 1938年（昭和13年）6月1日 - 電話規則による電話事務を開始[3]。
- 1950年（昭和25年）3月31日 - 電話交換業務を開始[4]。
- 1961年（昭和36年）7月2日 - 電話交換業務を秋田電話局に移管[5]。
- 1969年（昭和44年）2月23日 - 和文電報配達業務を秋田電報局に移管。
- 2000年（平成12年）11月1日-7日 - 第123回秋田県種苗交換会開催に伴い、秋田テルサ内に臨時出張所を開設。
- 2007年（平成19年）
  - 3月5日 - 秋田中央郵便局を統括センターとする配達センター化。
  - 10月1日 - 民営化に伴い、併設された郵便事業秋田支店仁井田集配センターに一部業務を移管。
- 2012年（平成24年）10月1日 - 日本郵便株式会社発足に伴い、郵便事業秋田支店仁井田集配センターを仁井田郵便局に統合。
- 2019年（令和元年）5月13日 - 集配業務を秋田中央郵便局に移管[6]。
- 2020年（令和2年）3月30日 - 県内初のはこぽすを設置[7]。

## 取扱内容
- 郵便、印紙、ゆうパック、チルドゆうパック、内容証明、国際郵便
- 貯金、為替、振替、振込、国債、投資信託、確定拠出年金
- 生命保険、バイク自賠責保険、自動車保険、がん保険、引受条件緩和型医療保険、変額年金保険
- ゆうちょ銀行ATM

## 周辺
- 秋田市消防本部 秋田南消防署

## アクセス
- JR奥羽本線 四ツ小屋駅から徒歩約30分
- 秋田中央交通バス 仁井田中丁停留所下車
- 秋田自動車道 秋田南ICから西へ約5km
- 国道13号沿い
- 駐車場あり：12台